# Женевская Библия

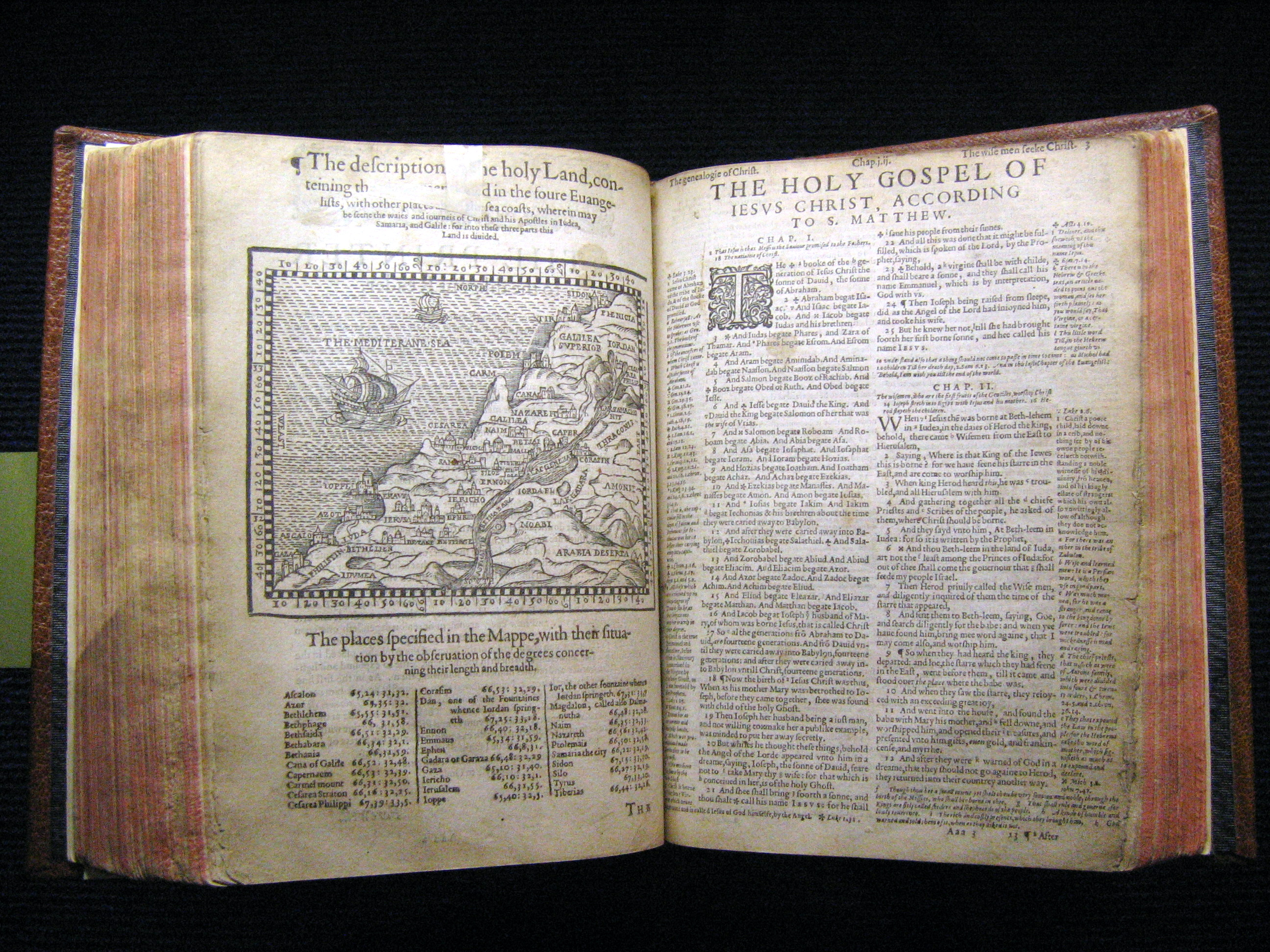
Женевская Библия

Женевская Библия была переведена на английский с древнееврейского, арамейского и греческого языков  английскими протестантами Уильямом Уиттингемом и его помощниками живущими в изгнании в Женеве в 1560 году.
Это был самый точный на ту пору (вторая половина XVI века) английский перевод Священного Писания; иногда его называют «Штанной Библией», потому что в книге Бытие 3:7 в переводе сказано, будто Адам и Ева «сделали себе штаны» (англ. „made them selues breeches“). В Библии короля Якова соответствующее место переведено как англ. „made themselves aprons“, фартуки, в русском синодальном переводе «опоясания».
Перевод стали немедленно использовать в протестантских церквях Шотландии.